# Synsynella deformans
Synsynella deformans is een pissebed uit de familie Bopyridae. De wetenschappelijke naam van de soort is voor het eerst geldig gepubliceerd in 1917 door Hay.